# Scorpiops vrushchik
Espèce
Scorpiops vrushchik est une espèce de scorpions de la famille des Scorpiopidae.

## Distribution
Cette espèce est endémique du Maharashtra en Inde. Elle se rencontre dans le district d'Ahmadnagar vers Khireshwar.

## Description
Le mâle holotype mesure 56,00 mm, les mâles mesurent de 50,8 à 56,00 mm et les femelles de 49,60 à 56,90 mm.

## Publication originale
- Sulakhe, Deshpande, Dandekar, Padhye & Bastawade, 2021 : « Four new lithophilic species of Scorpiops Peters, 1861 (Scorpiones: Scorpiopidae) from peninsular India. » Euscorpius, no 337, p. 1-49 (texte intégral).